# Careproctus attenuatus
Careproctus attenuatus es una especie de pez del género Careproctus.

## Descripción
Presenta un cuerpo bastante delgado, cabeza deprimida, además cuenta con 7 discos ventrales, 48 aletas dorsales y 40 anales. Mide aproximadamente 37 mm de longitud (1,45 pulgadas) según algunos reportes. La cabeza mide 26 centésimas de longitud, es deprimida, ancha, con hocico truncado y algo elevada, maxilar extendido hasta la órbita media, dientes premaxilares y mandibulares trilobulados en 7 filas oblicuas, formando bandas estrechas. El color es rojizo en algunos ejemplares encontrados, aunque puede variar a un color pálido, paladar oscuro y cavidad branquial pálida.

## Distribución
Se distribuye por el Pacífico norte, en el mar de Bering, también al sur de la isla Agattu, Alaska. Especie marina batidemersal capaz de alcanzar 882 m de profundidad.